# Grad Okajama
Grad Okajama (岡山城, Okajama-džō) je japonski grad v mestu Okajama v prefekturi Okajama na Japonskem. Glavni stolp je bil dokončan leta 1597, uničen leta 1945 in ponovljen v betonu leta 1966. Dva od stražnih stolpov sta preživela bombardiranje leta 1945 in sta zdaj na seznamu nacionalne Agencije za kulturne zadeve kot »pomembna kulturna dobrina«.
V ostrem nasprotju z belim »gradom čaplje«' v sosednjem Himedžiju ima grad Okajama črno zunanjost, zaradi česar si je prislužil vzdevek »Vranji grad« (烏城, U-džō) ali »grad črne ptice«. (Črni grad Macumoto v Naganu je znan tudi kot »Vranji grad«, vendar je v japonščini karasu-džō.)
Danes je le nekaj delov strehe gradu Okajama (vključno z bruhalniki v obliki rib) pozlačenih, toda pred bitko pri Sekigahari so na glavni trdnjavi imeli tudi pozlačene strešnike, zaradi česar so si prislužili vzdevek grad Zlate vrane (金烏城, Kin U-džō).

## Zgodovina
Leta 1570 je daimjo Ukita Naoie ubil grajskega gospodarja Kanemicuja Munetaka in grad začel preurejati, kar je dokončal njegov sin Hideie leta 1597. Tri leta kasneje se je Hideie v bitki pri Sekigahari postavil na stran nesrečnega klana Tojotomi, ki ga je ujel klan Tokugava in izgnal v otoški zapor Hačidžo. Grad in okoliške fevde so dobili Kobajakava Hideaki kot vojni plen. Kobajakava je umrl le dve leti kasneje, ne da bi zapustil dediča, in grad (in fevd) je bil dan klanu Ikeda, ki je kasneje dodal Koraku-en kot zasebni vrt.
Leta 1869 je grad postal last Hjōbu-šō (vojnega ministrstva) vlade Meidži, ki je gradove iz obdobja samurajev videla kot arhaične in nepotrebne. Tako kot mnogi drugi gradovi po Japonski so bili zunanji jarki zasuti in staro grajsko obzidje je postopoma izginilo pod mestom. 29. junija 1945 so zavezniški bombniki grad požgali do tal. Rekonstrukcijska dela so se začela leta 1964 in so bila zaključena leta 1966. Leta 1996 so bili strešni bruhalniki pozlačeni kot del praznovanja 400. obletnice.
Rekonstruiran grad je betonska stavba s klimatsko napravo, dvigali in številnimi razstavami, ki dokumentirajo zgodovino gradu (z velikim poudarkom na dobi Ikeda). V tujih jezikih je na voljo le malo informacij. Dostop do notranjega svetišča je brezplačen.

## Opis
Grad je bil zgrajen na okljuku reke Asagava (旭川). V najbolj notranjem zavarovanem območju, območju grajskega stolpa (天守曲輪, Tenšu-kuruva; 1), je stal grajski stolp (天守閣, Tenšukaku; 2, rdeč). Grajski stolp ima šest nadstropij, ki so na zunanji strani združeni v pet. Šlo naj bi za repliko grajskega stolpa gradu Azuči. To območje grajskega stolpa je bilo del okoliškega notranjega območja (本丸, Hommaru), ki je bilo na severu zaščiteno s stražnim stolpom Cukimi (月見櫓; 3; ohranjen). Tam je stala rezidenca (表書院, Omoto šoin; 4). Okoli nje je bil zaliv Šita-no-dambi kuruva (下の段帯曲輪, 5), ki je bil zaščiten s širokim jarkom (ohranjen). »Nedoločena vrata« (不明門, Fumei-mon; oranžna) vodijo navzven.
Notranje območje je bilo na severu in vzhodu zaščiteno z reko, na jugu in zahodu z drugim grajskim območjem, Ni-no-maru (二の丸). V južnem delu je bil Ni-no-maru zaščiten z jugovzhodnim oborom (東南曲輪, Tōnan kuruva; 6), iz katerega so vodila majhna vrata (下水の手門, Gesui no temon; 7) čez reko. Na severu tega grajskega območja je bilo mesto s češnjami za konje (桜の馬場, Sakura no baba; 8) in spomenik prednikom (祖廟, Sobjō; 9). Nadalje proti zahodu, pred zaščitnim zidom, sta bila postavljena zahodno pregradje (Nishi-no-kuruva; B) in Nishi-no-maru (西の丸; A). Zaključek je bil Nišitski stražni stolp (西手櫓, Nišite-jagura; 10) na zahodni steni.
H gradu na jugozahodu je pripadal tudi grajski okraj (C) za najbližje privržence, ločen z jarkom. – Na drugi strani reke je bila (in je) velika, znana promenada Kōraku-en, ki je pripadala gradu.

## Galerija
- Glavna fasada gradu Okayama
- Grad Okayama
- Grad Okayama in reka Asahi
- Grad Okayama (november 2016)
- Grad Okayama na zgodovinski sliki